# Лауреаты Премии Правительства Российской Федерации в области науки и техники (2021)
Лауреаты Премии Правительства Российской Федерации в области науки и техники 2021 года — перечень награждённых правительственной наградой Российской Федерации, присужденной за достижения в науке и технике в 2021 году. Лауреатами объявлены 143 человека, в том числе 55 докторов наук, 33 кандидата наук, 34 профессора и 15 доцентов.
Постановлением Правительства РФ от 24 октября 2013 года № 954 с 1 января 2014 года учреждены 20 ежегодных премий в области науки и техники, в том числе пять премий за работы в сфере обороны и безопасности, в размере 2 млн рублей каждая.
Лауреаты определены Распоряжением Правительства РФ от 1 ноября 2021 года № 3103-р на основании рекомендаций Межведомственного совета по присуждению премий Правительства Российской Федерации в области науки и техники.

## Легенда
Приводятся данные по премированной работе; фамилии лауреатов, их должность и место работы; номер абзаца в Постановлении

## Лауреаты
| номер | Лауреаты | Премированная работа |
| ----- | --- | --- |
| 1.    | Петрунину Виталию Владимировичу, доктору технических наук, доценту, первому заместителю генерального директора — генеральному конструктору акционерного общества «Опытное Конструкторское Бюро Машиностроения имени И. И. Африкантова», руководителю работы, Беляеву Вячеславу Михайловичу, помощнику первого заместителя генерального директора — генерального конструктора, Лепехину Андрею Николаевичу, кандидату технических наук, начальнику отдела, Пахомову Алексею Николаевичу, начальнику отдела, Скулкину Николаю Григорьевичу, заместителю начальника отдела, — работникам того же общества; Волкову Александру Николаевичу, кандидату технических наук, заместителю руководителя — ученому секретарю Курчатовского комплекса ядерных транспортных энергетических технологий федерального государственного бюджетного учреждения "Национальный исследовательский центр «Курчатовский институт»; Ковалеву Александру Николаевичу, руководителю проекта акционерного общества «Балтийский завод»; Макееву Глебу Анатольевичу, кандидату технических наук, главному конструктору проекта публичного акционерного общества "Центральное конструкторское бюро «Айсберг»; Сурину Сергею Николаевичу, кандидату технических наук, заместителю генерального директора — директору по спецтематике и автоматизации ядерных энергетических установок акционерного общества "Концерн "Научно-производственное объединение «Аврора»; Трутневу Виталию Алексеевичу, заместителю генерального директора — директору филиала акционерного общества «Российский концерн по производству электрической и тепловой энергии на атомных станциях» «Плавучая атомная теплоэлектростанция» | за разработку ядерной реакторной установки для плавучего энергоблока проекта 20870 «Академик Ломоносов» |
| 2.    | Козловскому Евгению Александровичу, доктору технических наук, профессору, бывшему научному руководителю общества с ограниченной ответственностью «Институт геолого-экономических проблем», руководителю работы; Варламову Алексею Ивановичу, доктору геолого-минералогических наук, доценту, научному руководителю федерального государственного бюджетного учреждения «Всероссийский научно-исследовательский геологический нефтяной институт», Давыденко Борису Ивановичу, кандидату геолого-минералогических наук, заместителю генерального директора, Ефимову Аркадию Сергеевичу, советнику генерального директора, — работникам того же учреждения; Конторовичу Алексею Эмильевичу, доктору геолого-минералогических наук, профессору, академику Российской академии наук, советнику Российской академии наук с возложением научного руководства федеральным государственным бюджетным учреждением науки Институтом нефтегазовой геологии и геофизики им. А. А. Трофимука Сибирского отделения Российской академии наук, Моисееву Сергею Александровичу, кандидату геолого-минералогических наук, ведущему научному сотруднику того же учреждения; Кринину Владимиру Александровичу, ведущему научному сотруднику Новосибирского филиала федерального государственного бюджетного учреждения «Всероссийский научно-исследовательский геологический нефтяной институт», Зотееву Александру Михайловичу, бывшему доценту кафедры негосударственного образовательного учреждения высшего профессионального образования «Институт социально-экономического прогнозирования и моделирования», — кандидатам геолого-минералогических наук; Мельникову Николаю Владимировичу, доктору геолого-минералогических наук, профессору, главному научному сотруднику акционерного общества «Сибирский научно-исследовательский институт геологии, геофизики и минерального сырья»; Сибгатулину Виктору Газизовичу, директору некоммерческого партнерства «Экологический центр рационального освоения природных ресурсов» | за создание и развитие сырьевой базы углеводородов Восточной Сибири и Республики Саха (Якутия) |
| 3.    | Пузакову Павлу Викторовичу, главному инженеру акционерного общества «Михайловский ГОК имени Андрея Владимировича Варичева», руководителю работы, Кретову Сергею Ивановичу, бывшему управляющему директору, Пигареву Сергею Петровичу, главному металлургу, кандидатам технических наук, Шарковскому Дмитрию Олеговичу, начальнику управления, — работникам того же общества; Лавриненко Анатолию Афанасьевичу, доктору технических наук, главному научному сотруднику федерального государственного бюджетного учреждения науки Института проблем комплексного освоения недр имени академика Н. В. Мельникова Российской академии наук; Угарову Андрею Алексеевичу, первому заместителю генерального директора — директору по производству общества с ограниченной ответственностью Управляющая компания «МЕТАЛЛОИНВЕСТ», Эфендиеву Назиму Тофик оглы, генеральному директору, — работнику того же общества; Брагину Владимиру Владимировичу, техническому директору общества с ограниченной ответственностью «Научно-производственное внедренческое предприятие ТОРЭКС», Солодухину Андрею Александровичу, генеральному директору того же общества, кандидатам технических наук | за разработку и внедрение инновационного энергосберегающего, экологически эффективного технологического комплекса производства высококачественных железорудных окатышей |
| 4.    | Минигулову Фариду Гертовичу, кандидату химических наук, генеральному директору Казанского публичного акционерного общества «Органический синтез», руководителю работы, Валитову Айдару Ренардовичу, главному инженеру завода, Зарипову Ринату Тауфиковичу, заместителю генерального директора, Калимуллину Фанису Маликовичу, заместителю генерального директора, Преснякову Андрею Владимировичу, директору завода, Сафину Дамиру Хасановичу, доктору технических наук, профессору, заместителю главного инженера, — работникам того же общества; Преснякову Владимиру Васильевичу, заместителю генерального директора акционерного общества «ТАИФ», Шигабутдинову Альберту Кашафовичу, главному советнику генерального директора того же общества; Евсееву Андрею Алексеевичу, генеральному директору общества с ограниченной ответственностью «СафПласт»; Золкиной Ирине Юрьевне, кандидату технических наук, старшему научному сотруднику акционерного общества «Институт пластмасс имени Г. С. Петрова» | за создание экологически безопасного производства поликарбонатов широкого ассортимента и сырьевой базы на ПАО «Казаньоргсинтез» |
| 5.    | Будыке Александру Константиновичу, доктору физико-математических наук, ученому секретарю — начальнику отдела Государственной корпорации по атомной энергии «Росатом», руководителю работы; Астахову Владимиру Сергеевичу, генеральному директору общества с ограниченной ответственностью «Респираторный комплекс»; Боковой Елене Сергеевне, доктору технических наук, профессору, профессору кафедры федерального государственного бюджетного образовательного учреждения высшего образования "Российский государственный университет имени А. Н. Косыгина (Технологии. Дизайн. Искусство) "; Васяновичу Максиму Евгеньевичу, научному сотруднику лаборатории федерального государственного бюджетного учреждения науки Института промышленной экологии Уральского отделения Российской академии наук, Екидину Алексею Акимовичу, ведущему научному сотруднику лаборатории того же учреждения, кандидатам физико-математических наук; Иванову Леониду Алексеевичу, кандидату технических наук, главному ученому секретарю общероссийской общественной организации «Российская инженерная академия»; Капустину Ивану Александровичу, кандидату технических наук, генеральному директору общества с ограниченной ответственностью "Научно-производственный центр «Электроспиннинг»; Катухину Леониду Федоровичу, генеральному директору общества с ограниченной ответственностью «АэроФильтр»; Мартынюку Юрию Николаевичу, кандидату физико-математических наук, главному конструктору общества с ограниченной ответственностью "Научно-производственное предприятие «Доза»; Филатову Ивану Юрьевичу, директору по производству общества с ограниченной ответственностью «ТЕХНОЛОГИИ ЭЛЕКТРОФОРМОВАНИЯ» | за разработку и внедрение инновационного комплекса текстильных технологий производства нановолокнистых нетканых материалов и технических средств для защиты населения, персонала, окружающей среды от техногенных и биологических воздействий в интересах стратегической безопасности государства |
| 6.    | Солдатенко Алексею Васильевичу, члену-корреспонденту Российской академии наук, директору федерального государственного бюджетного научного учреждения «Федеральный научный центр овощеводства», руководителю работы, Пивоварову Виктору Федоровичу, академику Российской академии наук, научному руководителю, докторам сельскохозяйственных наук, Гинсу Мурату Сабировичу, доктору биологических наук, члену-корреспонденту Российской академии наук, главному научному сотруднику лаборатории, профессорам, — работникам того же учреждения; Жеворе Сергею Валентиновичу, директору федерального государственного бюджетного научного учреждения «Федеральный исследовательский центр картофеля имени А. Г. Лорха», Федотовой Людмиле Сергеевне, главному научному сотруднику лаборатории, докторам сельскохозяйственных наук, Старовойтову Виктору Ивановичу, доктору технических наук, заместителю директора — заведующему отделом, профессорам, — работникам того же учреждения; Дуданову Илье Ивановичу, заместителю директора акционерного общества «Погарская картофельная фабрика»; Ладухину Анатолию Георгиевичу, бывшему заместителю директора открытого акционерного общества «Буйский химический завод»; Лачуге Юрию Федоровичу, доктору технических наук, профессору, академику Российской академии наук, академику-секретарю Отделения сельскохозяйственных наук федерального государственного бюджетного учреждения «Российская академия наук»; Манохиной Александре Анатольевне, доктору сельскохозяйственных наук, доценту, профессору кафедры федерального государственного бюджетного образовательного учреждения высшего образования «Российский государственный аграрный университет — МСХА имени К. А. Тимирязева» | за разработку и внедрение инновационных технологий выращивания овощных культур и картофеля для обеспечения населения экологически чистыми продуктами питания |
| 7.    | Волох Марии Александровне, доценту, доценту кафедры федерального государственного бюджетного военного образовательного учреждения высшего образования «Военно-медицинская академия имени С. М. Кирова» Министерства обороны Российской Федерации, руководителю работы, Хубулаве Геннадию Григорьевичу, профессору, академику Российской академии наук, заведующему кафедрой того же учреждения, докторам медицинских наук; Богданову Сергею Борисовичу, доктору медицинских наук, заведующему отделением — врачу -травматологу-ортопеду государственного бюджетного учреждения здравоохранения «Научно-исследовательский институт — Краевая клиническая больница № 1 имени профессора С. В. Очаповского» министерства здравоохранения Краснодарского края, Гилевич Ирине Валериевне, кандидату медицинских наук, заведующей лабораторией того же учреждения; Зорину Вадиму Леонидовичу, кандидату биологических наук, генеральному директору общества с ограниченной ответственностью «Витацел»; Мантуровой Наталье Евгеньевне, доктору медицинских наук, доценту, заведующей кафедрой федерального государственного автономного образовательного учреждения высшего образования «Российский национальный исследовательский медицинский университет имени Н. И. Пирогова» Министерства здравоохранения Российской Федерации; Устюгову Андрею Юрьевичу, кандидату медицинских наук, заведующему лабораторией акционерного общества «Институт пластической хирургии и косметологии» | за разработку и внедрение в клиническую практику инновационных технологий лечения больных с заболеваниями, травмами лица и их последствиями |
| 8.    | Шабунину Алексею Васильевичу, профессору, члену-корреспонденту Российской академии наук, главному врачу государственного бюджетного учреждения здравоохранения города Москвы Городская клиническая больница имени С. П. Боткина Департамента здравоохранения города Москвы, руководителю работы, Лукину Андрею Юрьевичу, Бедину Владимиру Владимировичу, доцентам, заместителям главного врача, докторам медицинских наук, — работникам того же учреждения; Парфенову Игорю Павловичу, доктору медицинских наук, профессору, главному врачу государственного бюджетного учреждения здравоохранения города Москвы «Городская клиническая больница имени В. В. Вересаева Департамента здравоохранения города Москвы»; Красильникову Дмитрию Михайловичу, доктору медицинских наук, профессору, заведующему кафедрой федерального государственного бюджетного образовательного учреждения высшего образования «Казанский государственный медицинский университет» Министерства здравоохранения Российской Федерации; Рогалю Михаилу Леонидовичу, заместителю директора государственного бюджетного учреждения здравоохранения города Москвы «Научно-исследовательский институт скорой помощи им. Н. В. Склифосовского Департамента здравоохранения города Москвы», Ярцеву Петру Андреевичу, заведующему отделением, докторам медицинских наук, профессорам, Новикову Сергею Валентиновичу, кандидату медицинских наук, ведущему научному сотруднику отделения, — работникам того же учреждения; Дуберману Борису Львовичу, доктору медицинских наук, доценту, заведующему кафедрой федерального государственного бюджетного образовательного учреждения высшего образования «Северный государственный медицинский университет» Министерства здравоохранения Российской Федерации; Дарвину Владимиру Васильевичу, доктору медицинских наук, профессору, заведующему кафедрой бюджетного учреждения высшего образования Ханты-Мансийского автономного округа — Югры «Сургутский государственный университет» | за разработку и внедрение инновационных лечебно-диагностических технологий снижения летальности больных панкреонекрозом в Российской Федерации |
| 9.    | Смулевичу Анатолию Болеславовичу, академику Российской академии наук, заведующему отделом федерального государственного бюджетного научного учреждения «Научный центр психического здоровья», руководителю работы, Клюшник Татьяне Павловне, директору, профессорам, Бархатовой Александре Николаевне, ученому секретарю, докторам медицинских наук, — работникам того же учреждения; Бохану Николаю Александровичу, доктору медицинских наук, профессору, академику Российской академии наук, директору Научно-исследовательского института психического здоровья федерального государственного бюджетного научного учреждения «Томский национальный исследовательский медицинский центр Российской академии наук»; Незнанову Николаю Григорьевичу, доктору медицинских наук, профессору, директору федерального государственного бюджетного учреждения «Национальный медицинский исследовательский центр психиатрии и неврологии имени В. М. Бехтерева» Министерства здравоохранения Российской Федерации; Кекелидзе Зурабу Ильичу, доктору медицинских наук, профессору, члену-корреспонденту Российской академии наук, исполняющему обязанности генерального директора федерального государственного бюджетного учреждения «Национальный медицинский исследовательский центр психиатрии и наркологии имени В. П. Сербского» Министерства здравоохранения Российской Федерации; Софронову Александру Генриховичу, доктору медицинских наук, профессору, члену-корреспонденту Российской академии наук, главному врачу Санкт-Петербургского государственного казенного учреждения здравоохранения «Городская психиатрическая больница № 3 имени И. И. Скворцова-Степанова»; Костюку Георгию Петровичу, доктору медицинских наук, профессору, главному врачу государственного бюджетного учреждения здравоохранения города Москвы «Психиатрическая клиническая больница № 1 имени Н. А. Алексеева Департамента здравоохранения города Москвы»; Вороновой Евгении Ивановне, кандидату медицинских наук, доценту кафедры Института клинической медицины имени Н. В. Склифосовского федерального государственного автономного образовательного учреждения высшего образования Первый Московский государственный медицинский университет имени И. М. Сеченова Министерства здравоохранения Российской Федерации (Сеченовский Университет) ; Чехонину Владимиру Павловичу, доктору медицинских наук, профессору, академику Российской академии наук, вице-президенту Российской академии наук | за разработку и внедрение инновационных технологий ранней диагностики и прогноза шизофрении на основе интеграции достижений клинической и биологической психиатрии |
| 10.   | Ревель-Мурозу Павлу Александровичу, вице-президенту публичного акционерного общества «Транснефть», руководителю работы, Проскурину Юрию Владимировичу, главному технологу отдела управления, кандидатам технических наук, Копысову Андрею Федоровичу, главному энергетику управления, — работникам того же общества; Ионкину Игорю Львовичу, кандидату технических наук, доценту, доценту кафедры федерального государственного бюджетного образовательного учреждения высшего образования "Национальный исследовательский университет «МЭИ», Рослякову Павлу Васильевичу, доктору технических наук, профессору, профессору кафедры того же учреждения; Грише Брониславу Геннадьевичу, начальнику отдела общества с ограниченной ответственностью «Научно-исследовательский институт трубопроводного транспорта», Фридлянду Якову Михайловичу, бывшему генеральному директору того же общества; Мишустину Сергею Геннадьевичу, ведущему инженеру-конструктору отдела "Великолукского завода «Транснефтемаш» акционерного общества «Транснефть — Верхняя Волга» | за разработку и освоение серийного производства автономного комплекса высокоэффективного оборудования для надежного функционирования системы трубопроводного транспорта нефти и нефтепродуктов |
| 11.   | Карташеву Валерию Борисовичу, бывшему директору по производству — первому заместителю генерального директора акционерного общества «Казанский вертолетный завод», руководителю работы, Бугакову Игорю Сергеевичу, кандидату технических наук, бывшему директору конструкторско-технологического центра, Лаврентьеву Александру Петровичу, советнику управляющего директора, Овчинникову Виктору Ивановичу, первому заместителю главного конструктора отдела, Павлову Леониду Николаевичу, бывшему первому заместителю технического директора — начальнику управления главного технолога — главному технологу, Степанову Алексею Ивановичу, главному конструктору — начальнику опытно-конструкторского бюро (посмертно) , — работникам того же общества; Михайлову Сергею Анатольевичу, доктору технических наук, профессору, проректору федерального государственного бюджетного образовательного учреждения высшего образования «Казанский национальный исследовательский технический университет им. А. Н. Туполева-КАИ»; Наму Василию Виниаминовичу, главному специалисту отдела опытно-конструкторского бюро акционерного общества «Национальный центр вертолетостроения имени М. Л. Миля и Н. И. Камова» (посмертно) , Шувалову Владимиру Александровичу, доктору технических наук, главному специалисту опытно-конструкторского бюро того же общества; Тарасову Николаю Николаевичу, кандидату технических наук, ведущему научному сотруднику научно-исследовательского комплекса федерального государственного бюджетного учреждения «Центральный аэрогидродинамический институт имени профессора Н. Е. Жуковского» | за разработку вертолета АНСАТ |
| 12.   | Итальянцеву Сергею Анатольевичу, генеральному директору акционерного общества «Центральное конструкторское бюро по судам на подводных крыльях имени Р. Е. Алексеева», руководителю работы, Гаранову Михаилу Юрьевичу, главному конструктору, Гусарову Сергею Андреевичу, заместителю генерального директора, Куренкову Сергею Александровичу, Лысенко Евгению Леонидовичу, начальникам отделов, Пономарёву Василию Евгеньевичу, начальнику службы, Рябинину Алексею Юрьевичу, главному дизайнеру, — работникам того же общества; Рязанцеву Олегу Николаевичу, заместителю Министра промышленности и торговли Российской Федерации; Анцеву Ивану Георгиевичу, кандидату технических наук, доценту, первому заместителю генераль ного директора — генерального конструктора акционерного общества "Научно-производственное предприятие «Радар ммс», Ходькову Алексею Юрьевичу, ведущему специалисту отдела того же общества | за разработку, освоение серийного производства речных и морских пассажирских судов и катеров на подводных крыльях нового поколения «Валдай 45Р», «Метеор 120Р», «Комета 120М», «Сагарис» |
| 13.   | Алексееву Андрею Григорьевичу, члену-корреспонденту Российской инженерной академии, руководителю центра Научно-исследовательского, проектно-изыскательного и конструкторско-технологического института оснований и подземных сооружений имени Н. М. Герсеванова акционерного общества "Научно-исследовательский центр «Строительство», руководителю работы; Безволеву Степану Георгиевичу, старшему научному сотруднику лаборатории центра, Колыбину Игорю Вячеславовичу, директору института, кандидатам технических наук, Виноградовой Светлане Александровне, инженеру лаборатории центра, Звездову Антону Андреевичу, младшему научному сотруднику сектора лаборатории центра, Зорину Дмитрию Васильевичу, инженеру сектора лаборатории центра, Крючкову Виталию Геннадьевичу, доктору экономических наук, доценту, генеральному директору, Сазонову Павлу Михайловичу, заведующему сектором лаборатории центра, — работникам того же общества; Маиляну Левону Рафаэловичу, доктору технических наук, профессору, члену-корреспонденту Российской академии архитектуры и строительных наук, профессору кафедры федерального государственного бюджетного образовательного учреждения высшего образования «Донской государственный технический университет»; Чевереву Виктору Григорьевичу, доктору геолого-минералогических наук, старшему научному сотруднику, заведующему лабораторией кафедры геологического факультета федерального государственного бюджетного образовательного учреждения высшего образования «Московский государственный университет имени М. В. Ломоносова» | за разработку, проектирование и научно-техническое сопровождение строительства оснований и фундаментов нового поколения для сооружений в Арктике и криолитозоне России |
| 14.   | Сколубовичу Юрию Леонидовичу, профессору, члену-корреспонденту Российской академии архитектуры и строительных наук, ректору федерального государственного бюджетного образовательного учреждения высшего образования "Новосибирский государственный архитектурно-строительный университет (Сибстрин) ", руководителю работы, Войтову Евгению Леонидовичу, доценту, профессору кафедры того же учреждения, докторам технических наук; Козлову Денису Владимировичу, доктору химических наук, доценту, заведующему отделом федерального государственного бюджетного учреждения науки "Федеральный исследовательский центр «Институт катализа имени Г. К. Борескова Сибирского отделения Российской академии наук»; Красновой Тамаре Андреевне, доктору технических наук, профессору, бывшему профессору кафедры федерального государственного бюджетного образовательного учреждения высшего образования «Кемеровский государственный университет»; Пономаренко Александру Михайловичу, генеральному директору акционерного общества «Мосводоканал»; Пупыреву Евгению Ивановичу, доктору технических наук, профессору, консультанту кафедры федерального государственного бюджетного образовательного учреждения высшего образования «Национальный исследовательский Московский государственный строительный университет»; Петросяну Валерию Самсоновичу, доктору химических наук, профессору, заместителю генерального директора акционерного общества «РТ-Инвест»; Волкову Дмитрию Дмитриевичу, заместителю генерального директора открытого акционерного общества «Северо-Кузбасская энергетическая компания»; Исмагилову Зинферу Ришатовичу, доктору химических наук, профессору, академику Российской академии наук, научному руководителю федерального государственного бюджетного научного учреждения «Федеральный исследовательский центр угля и углехимии Сибирского отделения Российской академии наук»; Рахманину Юрию Анатольевичу, доктору медицинских наук, профессору, академику Российской академии наук, главному научному сотруднику федерального государственного бюджетного учреждения «Центр стратегического планирования и управления медико-биологическими рисками здоровью» Федерального медико-биологического агентства | за разработку и внедрение эффективных ресурсосберегающих технологий подготовки питьевой воды для населенных пунктов промышленных регионов с интенсивным антропогенным воздействием на окружающую среду                                                                                            |
| 15.   | Ломовской Татьяне Федоровне, заместителю генерального директора общества с ограниченной ответственностью Производственное объединение «Сиббиофарм», руководителю работы, Богатовой Анне Борисовне, начальнику лаборатории цеха № 36, Голубеву Вячеславу Сергеевичу, руководителю направления отдела, Жукову Алексею Владимировичу, главному энергетику цеха № 36, Захаровой Любови Тимофеевне, главному технологу дирекции, Кричевскому Александру Николаевичу, бывшему генеральному директору дирекции, Тарховой Елене Алексеевне, контрольному мастеру лаборатории цеха № 36, — работникам того же общества; Клименко Владимиру Павловичу, руководителю отделения, заместителю директора федерального государственного бюджетного научного учреждения «Федеральный научный центр кормопроизводства и агроэкологии имени В. Р. Вильямса», Косолапову Владимиру Михайловичу, профессору, академику Российской академии наук, директору того же учреждения, докторам сельскохозяйственных наук | за разработку эффективных ферментно-микробных препаратов на основе современных сельскохозяйственных биотехнологий для повышения качества ферментируемых кормов и биоконверсии их в ценную животноводческую продукцию                                                                              |